# 元山港站
元山港站（韓語：원산항역）是朝鮮民主主義人民共和國江原道元山市的一個鐵路車站，属于元山港線。

## 邻近车站
元山港線
葛麻站 - 元山港站